# Paco Bultó
Francisco Javier Bultó Marqués (Barcelona, España, 17 de mayo de 1912-ibídem, 3 de agosto de 1998), más conocido como Paco Bultó, fue un empresario español, fundador y propietario de las marcas de motocicletas Montesa y Bultaco.
Destacado representante de la alta burguesía catalana por cuna y méritos propios, sus negocios también abarcaron campos como el textil, el químico farmacéutico y el de la maquinaria pesada, llegando a ser el mayor empleador de Cataluña.

## Familia
Francisco Javier Bultó era el pequeño de seis hermanos, perteneciente por línea materna a la cuarta generación de una saga de empresarios textiles y terratenientes de la zona de Vilanova y la Geltrú, en el Garraf, instaurada en 1830 por su bisabuelo Isidro. Indiano enriquecido en Cuba , una vez vuelto a casa Isidro Marqués invirtió parte de su fortuna en una fábrica de tejidos de algodón que fundó en Vilanova y la Geltrú y en varios terrenos agrícolas destinados al cultivo de la vid, repartidos entre Cubelles y Cunit. Aquellos terrenos fueron el origen de la conocida Masía San Antonio, la que pasó a la historia más de un siglo después cuando Paco Bultó, a quien le correspondió por herencia, la popularizó al asociarla a sus actividades con el motociclismo y la marca Bultaco.
De entre los antepasados de Paco Bultó cabe destacar su abuelo Manuel Marqués, hijo de Isidro, quien fue nombrado presidente de la Compañía de los Ferrocarriles de Madrid a Zaragoza y Alicante y comenzó la construcción de la línea que pasa por la costa del Garraf en dirección a Barcelona. Esta nueva línea, con parada en Vilanova y la Geltrú, benefició enormemente a sus fábricas.
Por otro lado, de entre sus parientes directos es especialmente recordado su hermano José María Bultó Marqués, asesinado el 9 de mayo de 1977 en Barcelona en un atentado terrorista atribuido a Ejército Popular Catalán y que nunca fue reivindicado. 

### Matrimonio y descendencia
El 16 de junio de 1947 se casó con la aristócrata barcelonesa Inés Sagnier Muñoz (descendiente por línea materna de la reina gobernadora María Cristina de Borbón-Dos Sicilias). El matrimonio tuvo diez hijos y numerosos nietos, entre los que hay de famosos como su hijo Álvaro Bultó (aventurero muerto el 2013 mientras hacía paracaidismo extremo) o sus nietos Daniel Oliver, Miki Arpa y Sete Gibernau, destacados pilotos de velocidad Extreme, enduro y MotoGP respectivamente.
Otros parientes suyos que triunfaron como pilotos hace años son Ignacio Bultó (su hijo mayor), Juan Soler Bultó y Oriol Puig Bultó (sobrinos) y Manuel Soler (sobrino-nieto).
Su hijo Patrici es el jefe de Biología del Acuario de Barcelona. 
Su hijo menor Francesc Xavier Curro es campeón nacional de esquí y director general de Bultaco Motors, empresa nacida en mayo de 2014 que hará renacer la histórica marca.

### Resumen genealógico
A continuación se muestra su linaje por línea materna, desde su bisabuelo Isidre Marqués hasta él y sus hijos. Se indican también sus nietos y familiares con otros grados de parentesco que han destacado en el deporte del motociclismo.
Aparte de él y su mujer, se señalan en negrita sus antepasados directos por línea materna. Se indica en cursiva el nombre familiar de la persona si se conoce.
- Isidro Marqués Riba - Pilar Puig
  - Manuel Marqués i Puig - Concepción Soler i Pers
    - María del Pilar Marqués i Soler (?-1962) - Francisco de Paula Bultó i Sert (?-1941)
      - Ignacio Bultó Marqués (?-1933)
      - Pilar Bultó i Marqués (1907-2002) - José Antonio Soler i Urgell, Jasu (?-1977)
        - Juan Soler Bultó (25/11/1927) - Josefina Alegre
          - Manuel Soler Alegre (9/3/1957)
          - Pedro Soler Alegre (1958)

      - Montserrat Bultó i Marqués (?-1979) - Ramiro Puig i Puig (?-1987)
        - Oriol Puig i Bultó (12/12/1935) - Montserrat Viladomiu i Portabella

      - María Bultó i Marquès - Cristóbal Font de Fors (?-1982)
      - José María Bultó Marqués (1900-1977) - Montserrat Font de Fors (?-1934)
      - Francisco Javier Bultó Marqués, Paco (1912-1998) - Inés Sagnier Muñoz (1923-2014)
        - Inés Bultó i Sagnier (13/5/1948) -  José Luis Oliver i Sala (26/2/1942)
          - Lucas Oliver Bultó (26/10/1974)
          - Daniel Oliver Bultó (16/11/1976)

        - María Cristina Bultó i Sagnier (29/7/1949) - Manuel Gibernau i Corachán (8/7/1945)
          - Manuel Gibernau i Bultó,  Sete (15/12/1972)

        - María de la Esperanza Bultó i Sagnier (9/1/1951) - Pere Arpa i Vilallonga (19/1/1953)
          - Miguel Arpa i Bultó, Miki (3/12/1976)

        - Ignacio Bultó i Sagnier, Yato (17/12/1951) -  Matilde Mata i Bufill (8/2/1955)
        - María Bultó i Sagnier (7/5/1953) - Joan Alfons Oliver i Sala (24/3/1945)
        - Lucía Bultó i Sagnier (13/9/1954) - Rafael Tarradas i Gorchs (27/1/1946)
        - Patricio Bultó i Sagnier, Pati (3/8/1957) - Eulàlia Balcazar i Tort (20/5/1959)
        - Juan Bultó i Sagnier, Cani (26/4/1959) - Teresa Soler i Roig (12/12/1964)
        - Álvaro Bultó i Sagnier, Bros (1962 - 2013)
        - Francisco Javier Bultó i Sagnier, Curro (27/1/1966)

## Biografía
Desde muy joven Francisco Javier Bultó sintió una gran afición por las motocicletas. En 1926, a 14 años, ya estaba suscrito a la revista The Motorcycle y quedó atrapado por el ambiente motociclista de Barcelona: volviendo de la escuela, admiraba las Norton expuestas en la tienda del Paseo de Gracia, las BSA en la calle Provenza, las Rudge y Ariel en la esquina de las calles de Mallorca con Pau Claris y, muy cerca, las FN. Allí conoció a Fernando Aranda, famoso piloto de la época, que trabajaba de aprendiz.
Ese mismo año se compró un velomotor DKW de poleas por 300 pesetas (unos 1,80 euros al cambio) con el que empezó a experimentar ideas técnicas. En 1929, tras presenciar el Gran Premio de Europa en el circuito de la Ametlla del Vallès, descubrió su gran afición por el motociclismo de velocidad y se hizo socio del Real Moto Club de Cataluña, comenzando su carrera de piloto. A 18 años debutó en las carreras con un nombre inventado: «Francisco Roig», aunque pilotando una AJS 350. En la segunda carrera que corrió adoptó un seudónimo: «Patek», inspirado en un reloj que le gustaba: Patek Philipe. Tenía una buena técnica y en 1935 fue Campeón de Cataluña y de España amateur con una Velocette 90 Plus. La afición por la velocidad la acompañaría toda la vida y siguió compitiendo durante años (en 1948 fue Campeón de España de 250 cc , con Montesa). 

### Primeros negocios
Decidido a estudiar lo que más le gustaba, la mecánica, cursó las carreras de perito y de ingeniero industrial, obteniendo el título de ingeniero. Apenas terminada la carrera, fundó (con un capital de 160 000 pesetas) la empresa Barella y Bultó, SL, en colaboración con un su amigo y compañero de estudios, Antoni Barella, en unos terrenos cedidos por su padre en Vilanova y la Geltrú. La empresa se dedicaba a la fabricación de pistones y segmentos destinados a los motores de combustión interna. En el futuro, aquella empresa, reconvertida a Fundaciones Industriales, SA (FISA), se convirtió en el principal suministrador de la industria estatal de automoción, llegando incluso a exportar a Alemania una vez se asoció con la empresa alemana Mahle.
Sin embargo, con FISA no satisfacía su afición por las motos y tras participar en varias carreras para conocer a fondo la problemática de la construcción de estos vehículos, decidió pasar a fabricar él. Pero necesitaba alguien que llevara sus ideas a la realidad.

### Fundación de Montesa

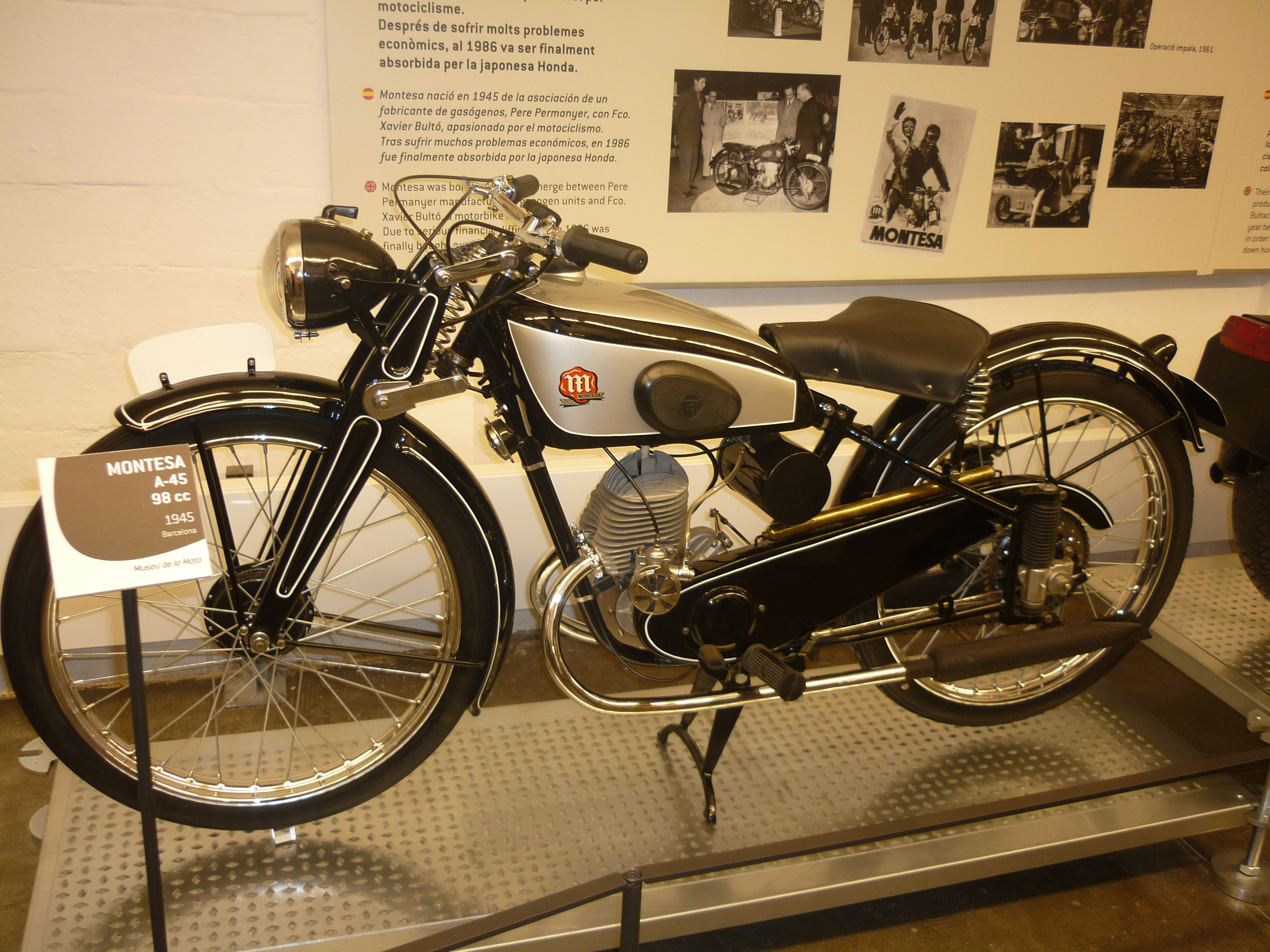
Montesa A-45, el primer modelo fabricado por la empresa (1945)

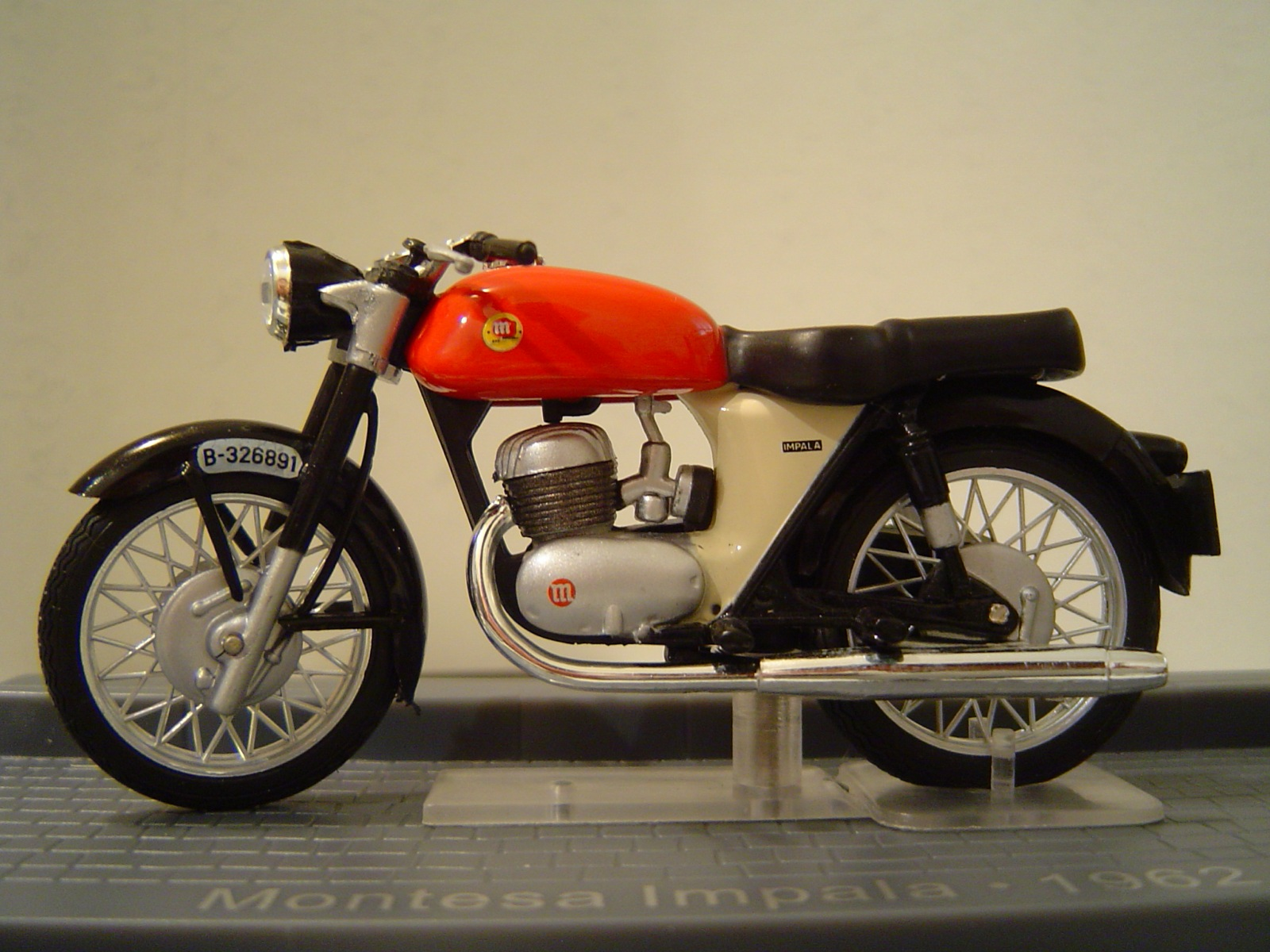
Montesa Impala 1962.

En 1944, Pere Permanyer buscaba apoyo financiero entre el entorno familiar para desarrollar su proyecto de construir pequeños motores auxiliares para bicicletas, cuando un amigo suyo llamado Jasus (Josep Antoni Soler Urgell) le habló de un cuñado suyo, un tal Francisco Javier Bultó, joven ingeniero copropietario de la empresa Barella y Bultó el cual era un apasionado de las motocicletas. Los dos jóvenes empresarios, sin muchas conversaciones decidieron asociarse para construir algo todavía indeterminado. Mientras Permanyer pensaba en motores, Bultó quería hacer motos. «Si hace motos, ¡yo me apunto!» Finalmente, Permanyer accedió.
En los años de posguerra había gran escasez y había que hacérselo todo uno mismo, pero Bultó y Permanyer tuvieron la suerte de que Manuel Giró, otro apasionado de las motos y conocido del primero, les vendió una partida de volantes magnéticos Bosch que había importado para tratar de construir motos, sin poder sacar adelante su proyecto, junto con una partida de tubo para bastidores y las matrices para fabricar la horquilla de la suspensión delantera.
Más tarde, Bultó le pidió a su sobrino Juan Soler Bultó un velomotor que le había regalado hacía poco y lo tomó de base para su primera motocicleta. Se trataba de un Motobécane B1V2 GR38, comprado en Perpiñán, el cual fue desmontando y vuelto a montar a fin de aprovechar lo que podía. En palabras suyas: «La primera Montesa fue en parte lo que quise y en parte lo que encontré. El motor y el cambio los "fusilé", no eran idénticos pero se parecían mucho a la Motobécane».  En el año 1944 se terminó de desarrollar la moto y en 1945 se inscribió en una prueba de regularidad para a probarla en competición. Finalmente, el 17 de junio de 1945 se presentó la primera Montesa, una 98 cc, en la Feria de Muestras de Barcelona, comenzando así la historia de una marca que ha llegado a nuestros días.

### Salida de Montesa
La relación entre Bultó y Permanyer fue buena hasta llegar a 1958. Aquel año, Permanyer decidió aplicar restricciones de presupuesto al departamento de competición de la marca (la niña de los ojos de Bultó), ya que quería sacar nuevos modelos al mercado -entonces sólo tenían la Montesa Brío 81 y la 91) y además tenía intención de instalarse en Esplugues de Llobregat, en unos terrenos que habían comprado poco antes. Aprovechando la ocasión, un directivo de la empresa no muy amigo de Bultó fue convenciendo a Permanyer para que cerrara el departamento de carreras, aduciendo que empresas como Moto Guzzi, Gilera y Mondial ya lo habían hecho.
Permanyer se dejó convencer y en la reunión del consejo de administración de finales de abril de 1958 anunció que Montesa no participaría en las 24 Horas de Montjuïc, carrera que era prioritaria para Bultó y para la que ya había preparado una 175 cc de 60x60 que prometía mucho. Fiel a su máxima, «El mercado sigue la bandera de cuadros»,
 Bultó abandonó la empresa. En palabras suyas: «No me lo pensé dos veces y me fui».

### Fundación de Bultaco

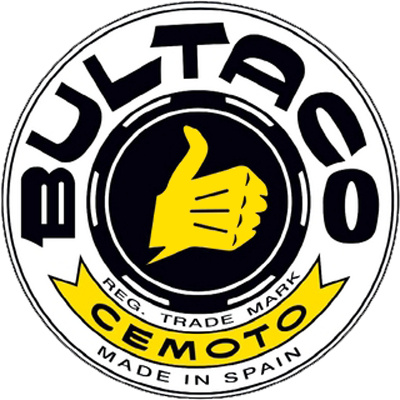
El famoso «dedo rampante» fue idea suya y la había visto hacer por primera vez al piloto británico de motociclismo David Whitworth, que a su vez la aprendió en la RAF.

Poco después de salir de Montesa, un pequeño grupo de ingenieros, técnicos, pilotos y trabajadores de la casa decidió ofrecerle una cena de homenaje en un restaurante cercano a Santa Cruz de Olorda, y justamente allí, entre plato y plato, surgió la idea de crear una nueva fábrica de motos. Sus fieles seguidores le decían: «Esto no puede ser, queremos correr carreras y hacerlo con usted!» Aunque Bultó en un principio no lo veía nada claro, consiguieron convencerle.

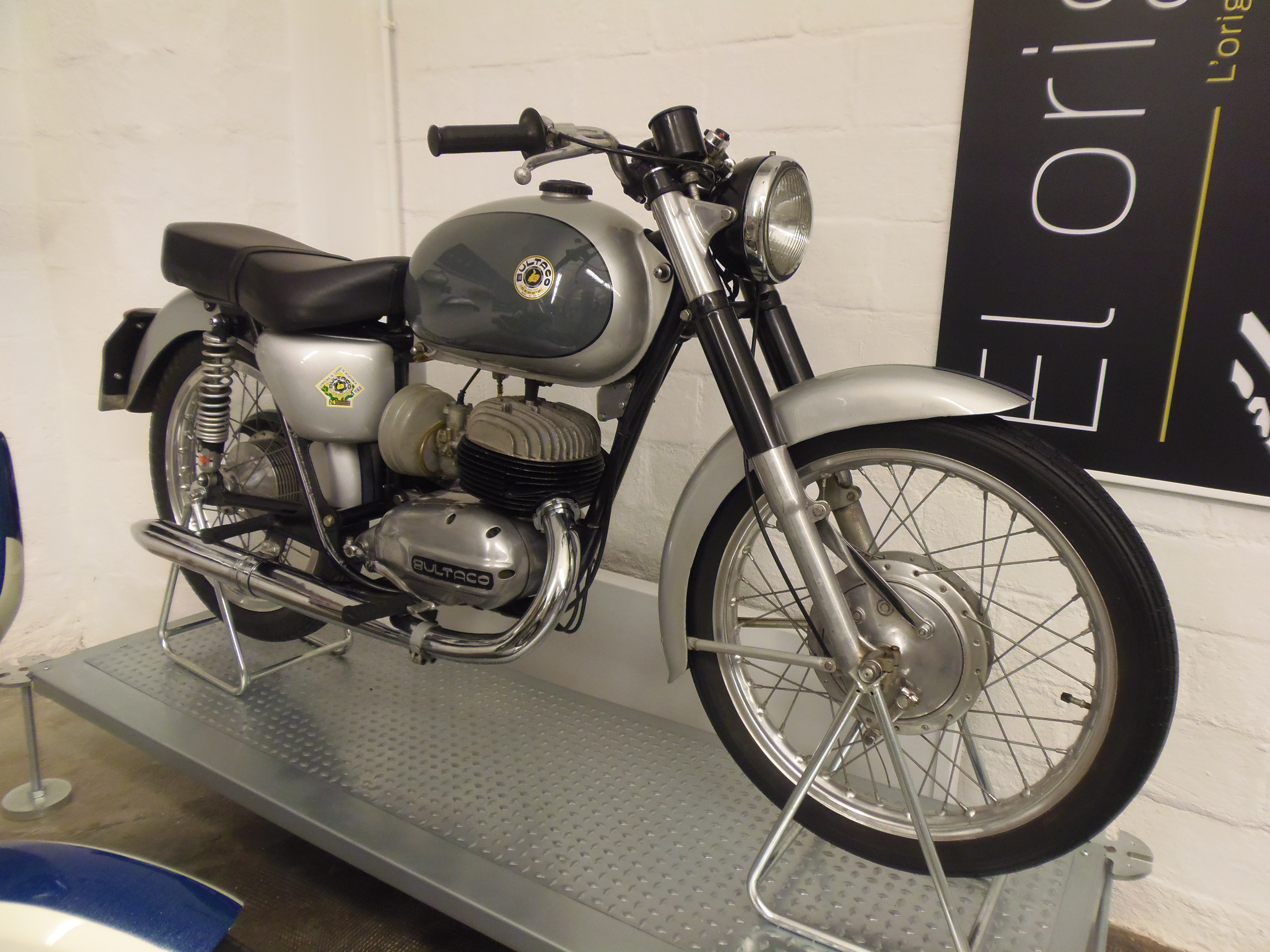
Paco Bultó iba al trabajo con esta Bultaco 200 de 1962

El 17 de mayo de 1958, justo cuando cumplió 46 años, Francisco Javier Bultó fundó la Compañía Española de Motores, SA (CEMOTO) con un capital social de medio millón de pesetas, en compañía de un grupo de extrabajadores de Montesa que le siguieron en esa nueva aventura. La nueva empresa se instaló en el Mas Casellas, una masía en medio de unas viñas que habían adquirido en Sant Adrià (la finca, conocida también como Can Sambró o Can Mantega, estaba situada junto a las vías de tren de la línea Barcelona-Mataró, en el noreste del actual barrio de la Mina). Muy precariamente, el taller lo montaron en la almazara, la fundición en el granero y la oficina técnica, más adelante, en los dormitorios. A pesar de las carencias iniciales, en sólo cuatro meses tuvieron listo el primer prototipo de motocicleta, que fue probado por Bultó la noche del 3 de octubre de ese año. Siguieron evolucionando hasta que en febrero de 1959 la última, presentándola a los medios de comunicación el 24 de marzo de 1959. Acababa de nacer la primera moto de Bultaco, la Tralla 101.
Como anécdota el nombre de la nueva marca, Bultaco, se lo había inventado ya hacía años el mismo Bultó para usarlo como dirección telegráfica para comunicarse con la alemana Mahle por los asuntos de su empresa, FISA, y eran las cuatro primeras letras de su apellido seguidas de las tres últimas del nombre, Paco. En cuanto al anagrama, el famoso «dedo rampante», fue también idea suya y la había visto hacer por primera vez al piloto británico de motociclismo David Whitworth, cuando indicaba a los mecánicos de los boxes que todo le iba bien. Aquel gesto, entonces nada común, lo había aprendido este piloto de su estancia en la RAF, donde los pilotos de aviones lo utilizaban antes de despegar para indicar al personal de tierra que estaban a punto y ya podían sacar las cuñas de las ruedas.

### El trial

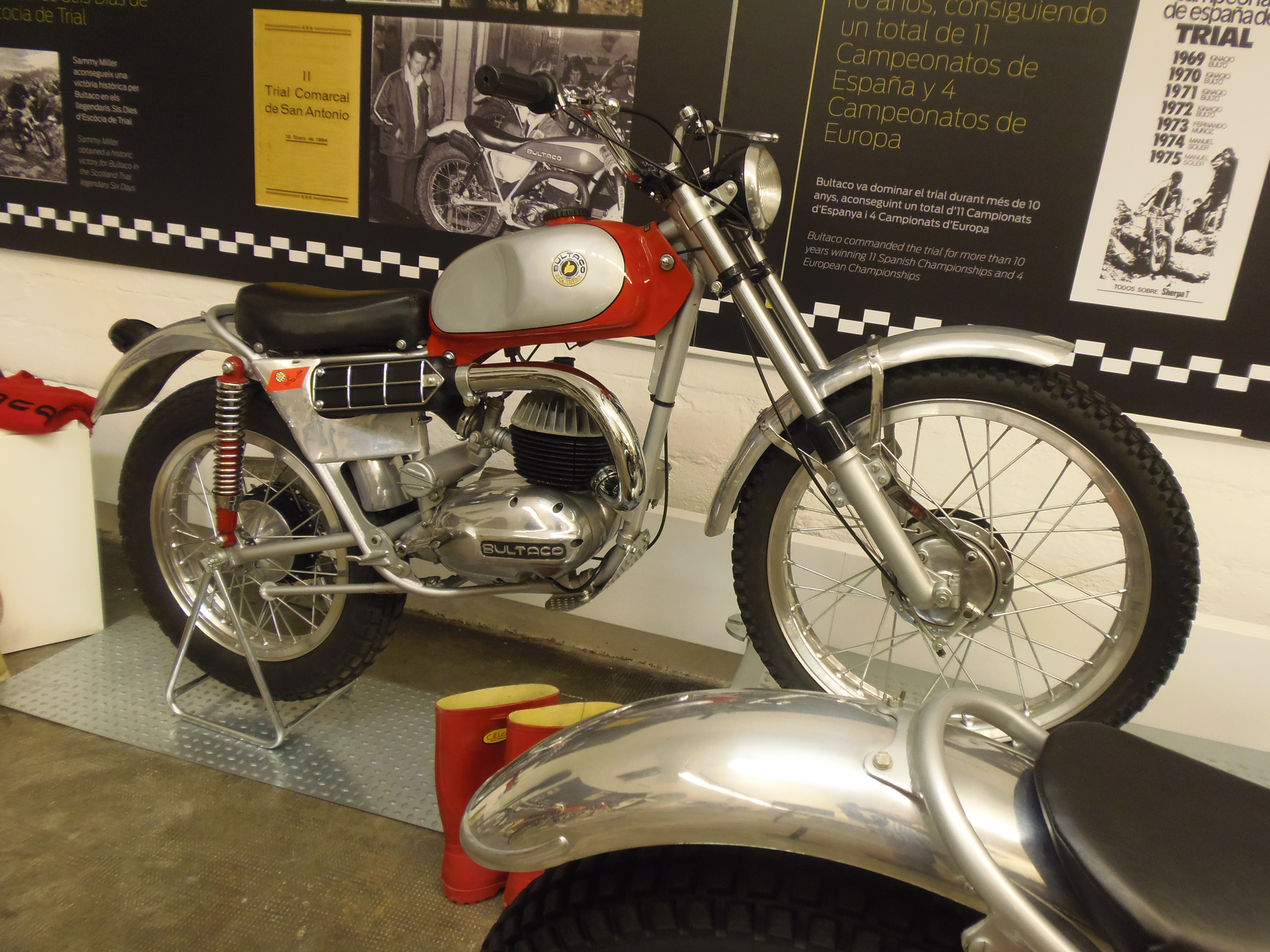
La Bultaco Sherpa T 250 de 1965

Aunque su primera pasión fue la velocidad, Paco Bultó se inclinó por las especialidades de fuera de asfalto, como el todoterreno, el motocross y, especialmente, las excursiones en moto por la montaña que acostumbraba a hacer con su Bultaco Alpina durante la década de 1970, a menudo acompañado por sus hijos y nietos.
Pero su gran aportación en este campo fue el trial, deporte que contribuyó a popularizar internacionalmente. Habiendo descubierto esta disciplina en uno de sus viajes al Reino Unido, donde conoció y presenció pruebas históricas como los Seis Días de Escocia. Comenzó a introducirla en Cataluña, organizando los primeros triales en forma de pruebas informales para sus invitados en la masía San Antonio, pruebas que poco después llamaría «Trial de San Antonio». Dotado de una gran intuición y visión de futuro, es gracias a él que el trial recibió un impulso definitivo a mediados de la década de 1960, cuando creó una nueva moto para esta especialidad en colaboración con el campeón Sammy Miller, que resultó revolucionaria: la Bultaco Sherpa T. a partir de entonces, promovió decididamente el trial británico tanto en Cataluña como en el resto del mundo, impulsando un Campeonato de Europa que acabó de lanzar el trial como modalidad de competición internacional.